# Auxmoney
Auxmoney GmbH ist eine europäische Unternehmensgruppe der Finanzindustrie mit Hauptsitz in Düsseldorf. Sie ist auf die Vermittlung von Verbraucherkrediten spezialisiert. Diese werden von einem lizenzierten Kreditinstitut vergeben und durch institutionelle Investoren finanziert. Neben dem Stammgeschäft in Deutschland ist das Unternehmen an der niederländischen Kreditplattform Lender & Spender mehrheitlich beteiligt.
Nach eigenen Angaben hat Auxmoney seit seiner Gründung mehr als 680.000 Kredite vermittelt. 2023 erwirtschaftete das Unternehmen einen Umsatz von mehr als 171 Millionen Euro.

## Geschichte
Auxmoney wurde 2007 von Raffael Johnen, Philip Kamp und Philipp Kriependorf in Hilden gegründet. Die Studienfreunde wollten die Vergabe von Krediten an Verbraucher vereinfachen, insbesondere durch eine vollständig digitale Abwicklung. Zu Beginn basierte das Geschäftsmodell auf Crowdlending: Private Anleger stellten die Mittel für die Vergabe von Krediten bereit. Mit der Abwicklung zwischen beiden Seiten wurde die deutsche Süd-West-Kreditbank beauftragt.
2013 begann das Unternehmen, ein individuelles Scoring zu entwickeln. Das Verfahren wurde unter anderem mit dem Innovationspreis IT ausgezeichnet. Als einer der ersten Kreditvermittler wurde ein Verfahren zur Online-Identifikation in die Plattform integriert.
Über mehrere Finanzierungsrunden konnte es namhafte Investoren gewinnen, darunter Index Ventures und Union Square Ventures. In den Folgejahren konnte ein signifikantes Wachstum verzeichnet werden: 2018 wurde ein vermitteltes Kreditvolumen von einer Milliarde Euro überschritten. 2020 übernahm der US-amerikanische Private-Equity-Investor Centerbridge im Rahmen einer Kapitalerhöhung die Mehrheit an Auxmoney.
Im Jahr 2020 gab Auxmoney bekannt, in Kooperation mit der französischen Bank BNP Paribas 500 Millionen Euro auf der eigenen Plattform zu investieren. In den folgenden Jahren wurde das Geschäft mit institutionellen Investoren immer wichtiger, sodass im Mai 2022 die Beteiligung von Privatanlegern an Krediten eingestellt wurde. Auxmoney finanziert seitdem die Kredite ausschließlich über institutionelle Anleger und Verbriefungen am Kapitalmarkt, teilweise in Form von Social Bonds.
2023 gab Auxmoney die Übernahme der Mehrheit an Lender & Spender aus den Niederlanden bekannt. Das Unternehmen hatte ein Geschäftsmodell wie Auxmoney in den ersten Jahren. Heute werden Kredite nicht mehr durch Privatpersonen und Unternehmen direkt finanziert, sondern in Zusammenarbeit mit institutionellen Anlegern vergeben.

## Unternehmensstruktur
In Deutschland firmiert Auxmoney als Gesellschaft mit beschränkter Haftung (GmbH). Seit 2010 befindet sich der Sitz in Düsseldorf. Gegenstand des Unternehmens ist die Bereitstellung einer Online-Kreditplattform für Kreditnehmer und Investoren, insbesondere zur Vermittlung von Darlehensverträgen für Verbraucher, Freiberufler und Selbstständige. Auxmoney ist als Darlehensvermittler, Versicherungsvermittler und Finanzanlagenvermittler zugelassen.
Die Dachgesellschaft des Unternehmens ist die Auxmoney Europe Holding Limited, eine haftungsbeschränkte Kapitalgesellschaft (private company limited by shares, kurz Limited) nach Recht der Republik Irland. Sie wurde 2020 gegründet.
Die Geschäftsführung von Auxmoney besteht aus mehreren Personen. Diese sind Raffael Johnen (Chief Executive Officer), Daniel Drummer (Chief Financial Officer), Arie Wilder (Chief Operating Officer), Matthias von der Heyde (Chief Growth Officer) und Raz Schweiger-Shuty (Chief Technology Officer).

## Geschäftstätigkeit
Auf der Online-Plattform des Unternehmens können Interessenten eine Anfrage für einen Kredit zwischen 1.000 und 50.000 Euro stellen. Auxmoney vermittelt Kredite nur an Einzelpersonen mit einem regelmäßigen Einkommen, das aber kein klassisches, festes Gehalt sein muss. Mehrere Kreditnehmer und Bürgschaften werden nicht unterstützt.
In den meisten Fällen erfolgt die Prüfung für die Kreditvermittlung digital und in Echtzeit auf Grundlage der Angaben zu den persönlichen und finanziellen Verhältnissen des Interessenten sowie automatisch ermittelten, digitalen Datenpunkten und Auskünften von Dritten. Durch die Anwendung des eigenen Algorithmus will Auxmoney die Benachteiligung bestimmter Personengruppen bei der Kreditvergabe vermeiden.
Registrierung und Kreditanfrage sind kostenfrei. Bei erfolgreicher Vermittlung eines Kredits berechnet Auxmoney eine Provision für die Vermittlung. Die Bearbeitung, Auszahlung und Betreuung von Krediten übernimmt ein volllizenziertes Kreditinstitut, das von der Bundesanstalt für Finanzdienstleistungsaufsicht (BaFin) überwacht wird.

## Kritik
2009 geriet Auxmoney in die Kritik der Stiftung Warentest. Anlass waren Gebühren für Kreditanfragen und Zertifikate. Diese wurden berechnet, selbst wenn Kredite nicht vermittelt wurden. Als Reaktion passte das Unternehmen sein Geschäftsmodell an und koppelte Vermittlungsprovisionen an die tatsächliche Auszahlung.
Zu Zeiten des Crowdlending wurde kritisiert, dass Auxmoney Kredite auch an Personen vermittelte, die von Banken abgelehnt wurden. Dies bedeutete höhere Risiken für die privaten Anleger.